# Frank Finn

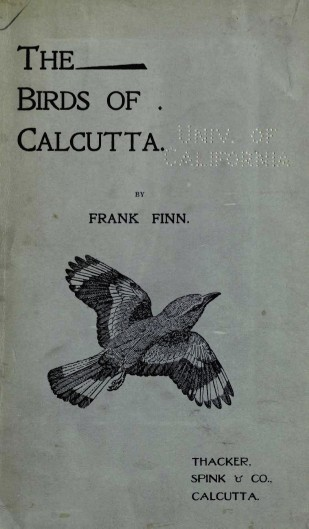
Seite aus Birds of Calcutta (1901)

Frank Finn (* 1868 in Maidstone, Kent, England; † 1. Oktober 1932) war ein englischer Ornithologe.
Finn wurde an der Maidstone Grammar School und am Brasenose College, Oxford ausgebildet. 1892 nahm er an einer Sammelexpediton nach Ostafrika teil. 1894 war er der erste Assistent des Leiters am Indian Museum in Kalkutta und von 1895 bis 1903 der stellvertretende Leiter. Nach seiner Rückkehr nach England war er von 1909 bis 1910 Redakteur des Avicultural Magazine.
Finn war ein profilierter Autor. Zu seinen Werken zählen How to Know the Indian Ducks (1901), Birds of Calcutta (1901), How to Know the Indian Waders (1906), Ornithological and other Oddities (1907), The Making of Species (1909, mit Douglas Dewar), Eggs and Nests of British Birds (1910), Wild Animals of Yesterday and Today (1915), Garden and Aviary Birds of India (1915) und Indian Sporting Birds (1915).